# Менкеберг
Менкеберг (нім. Mönkeberg) — сільська громада в Німеччині, розташована в землі Шлезвіг-Гольштейн. Входить до складу району Плен. Складова частина об'єднання громад Шрефенборн.
Площа — 2,71 км2. Населення становить 4147 ос. (станом на 31 грудня 2020).

## Галерея

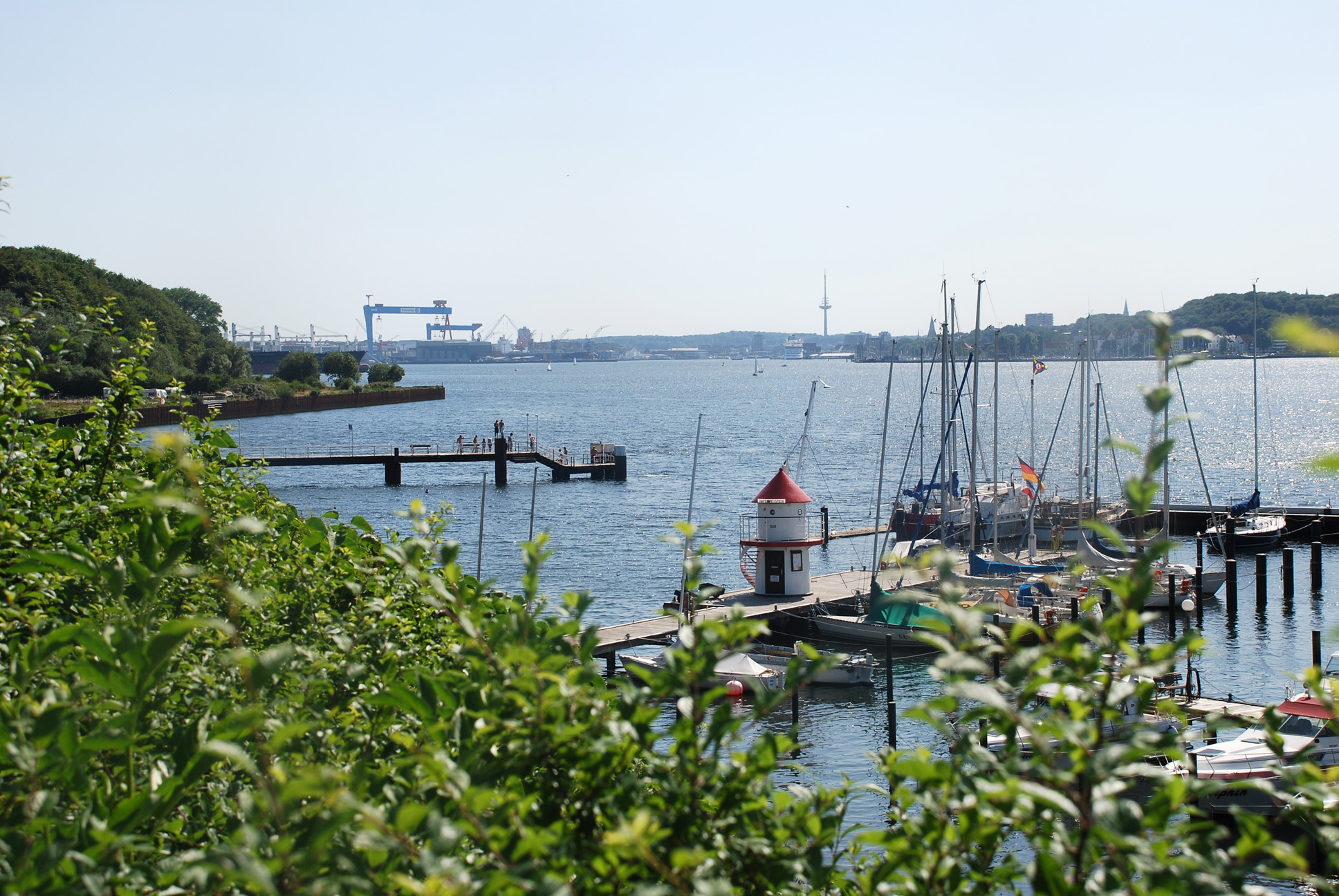